# Struthanthus matudai
Struthanthus matudai är en tvåhjärtbladig växtart som beskrevs av Cyrus Longworth Lundell. Struthanthus matudai ingår i släktet Struthanthus och familjen Loranthaceae. Inga underarter finns listade i Catalogue of Life.